# Política de fill únic

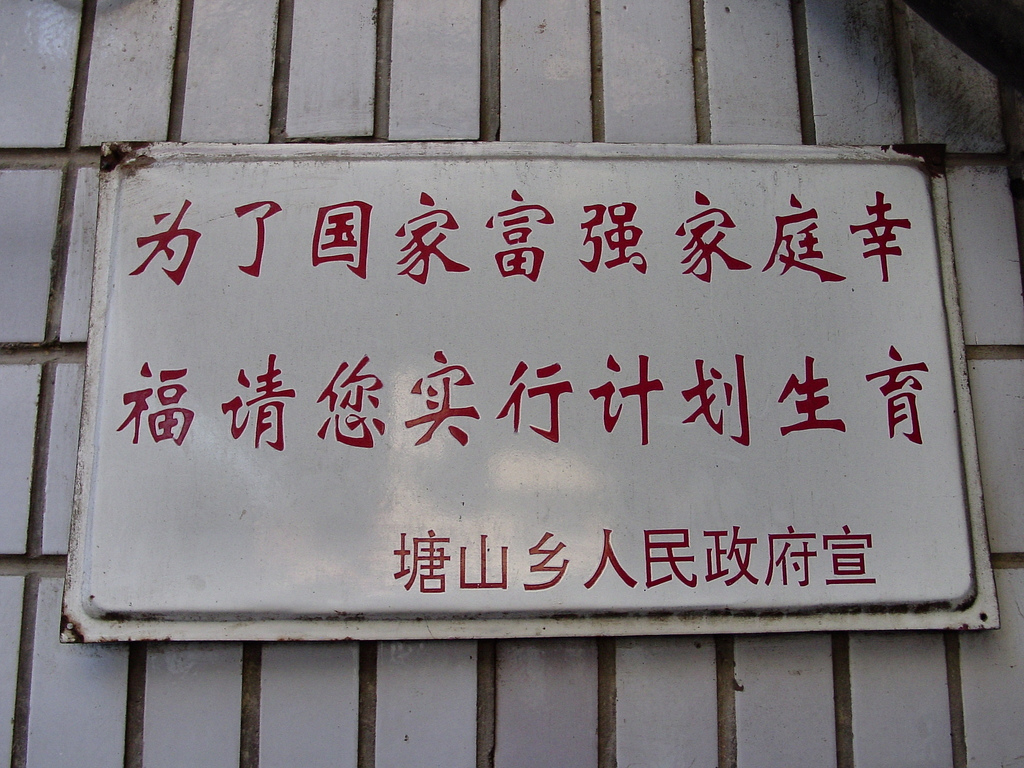
«Si us plau, pel bé del país, utilitzeu un mètode anticonceptiu» (a dalt). Cartell promocionant la planificació familiar o política de control de la població en els suburbis de Nanchang (Dean Jiujiang Xian), província de Jiangxi. El control de la població i la política de fill únic a les zones urbanes, va ser una de les polítiques nacionals bàsiques de la República Popular Xina per controlar la superpoblació.

La política d'un fill per parella o política de fill únic, va ser una mesura de control de la població establerta en zones urbanes de la Xina, vigent des de l'any 1979, amb l'objectiu d'establir un radical control de la natalitat que reduís el creixement de la població excessiu o superpoblació. La Xina és el país més poblat del món, conté la cinquena part de la població mundial. Amb 1.400 milions d'habitants a l'actualitat.
El govern xinès va introduir la política el 1979 per alleujar els problemes socials i ambientals de la Xina. La política és polèmica tant dins com fora de la Xina a causa de les qüestions que planteja; a causa de la manera en la qual s'ha aplicat (per a algunes persones agressiva), i a causa de preocupacions per conseqüències econòmiques i socials negatives. No obstant això, exàmens recent empresos pel centre d'investigació del banc de la Xina, van demostrar que prop del 75% de la població, dona suport a la política.
En febrer de 2008 l'oficial del govern xinès, Wu Jianmin, va dir que la política del sempai seria reconsiderada,
La política es feia complir a nivell provincial a través de multes en la renda o pagament de la família i d'altres factors. Al novembre de 2013, en el Tercer Ple del 18è Comitè Central del Partit Comunista Xinès (PCCh), es va prendre la decisió de permetre tenir dos fills a les parelles en les quals el pare o la mare no tinguin germans. Aquesta mesura suposa un canvi en la controvertida política del fill únic.
A l'octubre de 2015, la Xina va abandonar definitivament aquesta política, mantenint no obstant això, un límit de dos fills per parella. La implementació de la nova política serà gradual; les parelles que desitgin tenir un segon fill seguiran un procés de sol·licitud simplificat.

## Context històric

### 1949 - Natalisme inicial de la revolució comunista
La doctrina oficial de la revolució comunista de 1949 sobre la demografia i el creixement de la població va passar a ser part de l'ortodòxia marxista: no hi ha problema en la quantitat de població sinó en la producció, sense propietat privada no hi haurà problema de repartiment de la producció i l'alimentació per a una població nombrosa.
En paraules de Mao Zedong:
| « | S'ha de considerar positiu que la Xina tingui una població nombrosa. Fins i tot si la població de la Xina hagués de multiplicar-se diverses vegades, podria trobar solucions als problemes creats pel seu increment; la solució resideix en la producció... Revolució més producció poden resoldre el problema d'alimentar a la població” | » |

No tots defensaven el natalisme nacionalista, el president de la Universitat de Pequín Ma Yinchu considerava necessària la planificació familiar ja en 1950, raó per la qual va ser cessat.

### 1953 - Intents de control de la natalitat: primer cens modern
Arran del primer cens modern de 1953, que revela una població de 583 milions de persones les autoritats xineses es mostren receptives al neomaltusianisme dominant en el pensament demogràfic occidental d'aquests anys.
A partir d'agost de 1959, el Ministeri de Salut Pública desenvolupa una campanya de control de la natalitat envoltada d'un gran esforç propagandístic, encara que sense efectes visibles en la fecunditat. És el primer intent que amb prou feines dura uns mesos ja que la Revolució Cultural, amb el seu Gran Salt Endavant va provocar el caos i per a nombrosos autors la gran fam del període 1958 a 1961 fent descendir la població En aquest context la planificació familiar és un assumpte menor. Amb la finalitat de fer front al problema del ràpid creixement de la població, a finals de 1954 entrava en vigor oficialment la primera campanya de planificació familiar o de la natalitat (denominat jihua shengyu), centrada principalment a animar a les parelles a planejar amb antelació el nombre de fills i a prendre mesures amb la finalitat d'evitar embarassos no desitjats. Per a això, es va recomanar retardar l'edat de matrimoni i espaiar el temps entre un naixement i el següent, recorrent a la vegada a l'ús d'anticonceptius.

### 1963/1966 - Reducció de la fecunditat pel matrimoni tardà
No obstant això, es reprenen algunes mesures indirectes dirigides al control de la població com la promoció de les virtuts del matrimoni tardà. Així, els primers anys de la dècada de 1960 -a les ciutats- es redueix la fecunditat gairebé a la meitat entre els anys 1963 i 1966.

### 1972 - Antinatalisme i polítiques de control poblacional
És en 1972, quan el partit comunista xinès assumeix com una política nacional de primer ordre el control de l'augment de la població i promou, malgrat la reticència d'alguns dirigents, una campanya de caràcter nacional, amb la creació de supervisors i estructures administrativa i seccions específiques en les comissaries urbanes per al control rigorós de la població. En el medi rural s'envien consellers mèdics amb la finalitat d'informar i facilitar l'accés i distribució d'anticonceptius.

#### Primers límits al nombre de fills
A mitjans dels setanta s'estableixen objectius de control numèrics per unitats administratives i per primera vegada s'estableixen límits en el nombre de fills per família:
- Medi urbà: un màxim aconsellable de dos fills.
- Medi rural: tres a quatre.

### 1979 - Instauració de la política de fill únic
Les projeccions demogràfiques derivades de les inèrcies demogràfiques a finals de la dècada de 1970, si no es corregien, apuntaven a creixements enormes i insostenibles de la població, que impedirien els programes de desenvolupament, econòmics i modernització que es van establir en aquesta època pel govern xinès.
L'objectiu era aconseguir l'estabilització de la població l'any 2000, una vegada aconseguits els 1.200 milions d'habitants. Per a això s'estableix l'objectiu del fill únic en tot el país -amb excepcions en territoris considerats especials o per a algunes minories ètniques-.
Era un objectiu radical i sense precedents. Es va combinar la propaganda, la pressió social, l'establiment de beneficis i penalitzacions econòmiques.
Així, les parelles amb un sol fill, si decideixen no tenir més, obtenen una certificació que els atorga diferents beneficis: baixa de maternitat més perllongada, serveis pediàtrics preferents, assignació prioritària d'habitatge... arribant a rebre ajudes en diners.
No obstant això, en el medi rural, la força de la tradició fa que la fecunditat sigui molt major, per la qual cosa els controls són molt rigorosos: se segueix potenciant el retard en el matrimoni -en 1980 es prohibeix el matrimoni abans dels 22 i els 20 anys d'homes i dones respectivament-, i el retard per tenir el primer fill. Els qui ja ho tenen són supervisats en les seves pràctiques anticonceptives i pressionats per a la pràctica de l'avortament forçat i l'esterilització.

## Política de fill únic a la Xina

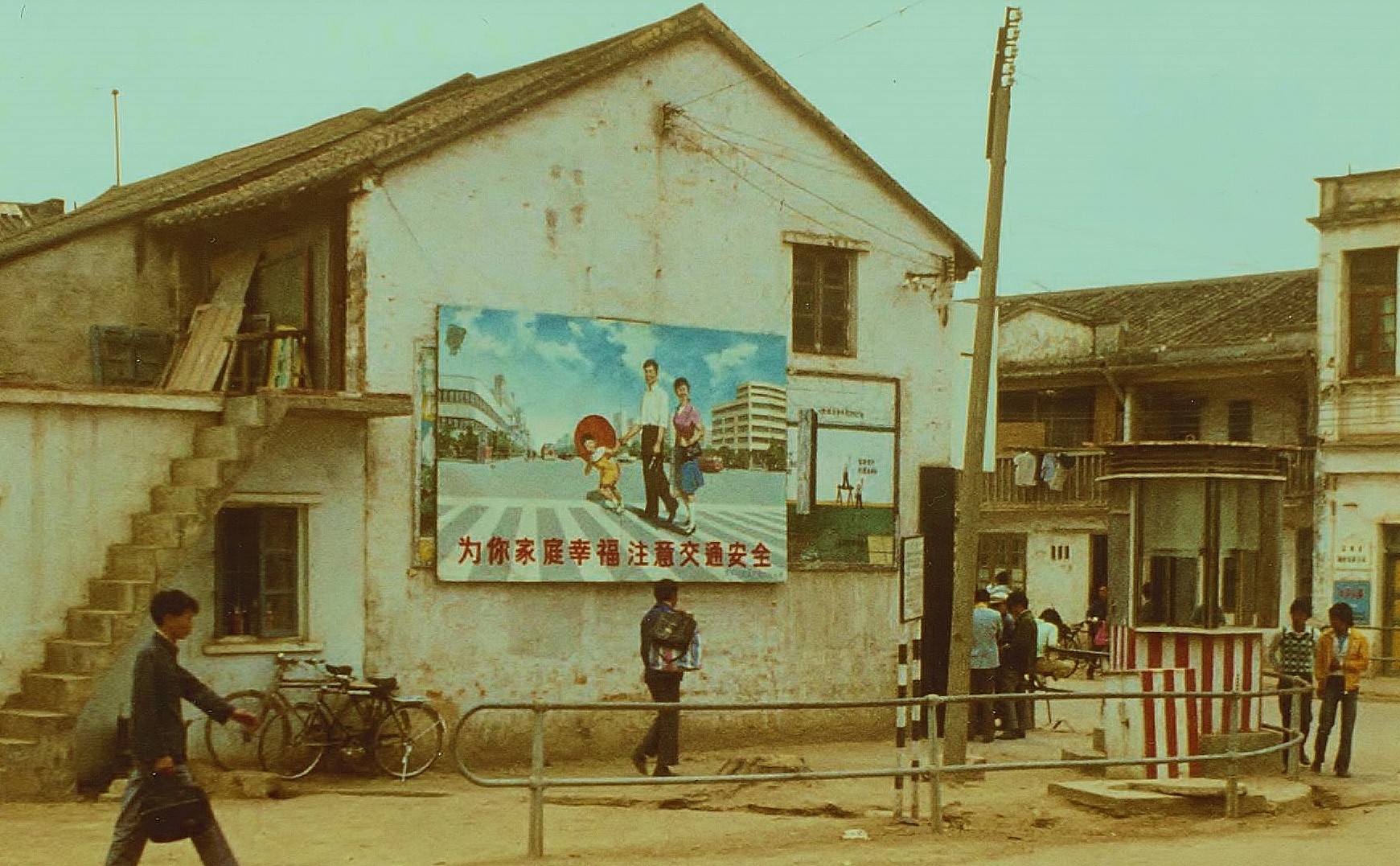
Cartell de propaganda de família amb un únic fill en un poble rural, 1982.

La política de un sol nen, incentiva als pares a tenir solament un nen en zones rurals i espais urbans. No obstant això, els pares amb diversos fills reben els mateixos avantatges que els que tenen solament un nen. El límit s'ha fet complir fortament en zones urbanes, però la posada en pràctica real varia en funció de la localització. En la majoria de les zones rurals, es permet a les famílies tenir dos nens si el primer fill és nena o invàlid. Els segons nens estan conforme a la cadència de naixements (generalment 3 o 4 anys). Els nens addicionals donaran lloc a multes elevades: requereixen pagar penes monetàries i se'ls podrien denegar a les famílies que violen la política primeres en el seu lloc de treball. No comptar als nens nascuts en països d'ultramar sota política si no obtenen ciutadania xinesa. Els ciutadans xinesos que tornen de l'estranger poden tenir un segon nen.
A l'abril de 2007 un estudi de la Universitat de Califòrnia, Irvine va demandar ser el primer estudi sistemàtic de la política, trobant que havia estat útil". Altres informes han demostrat envelliment de la població i creixement demogràfic negatiu en algunes àrees.

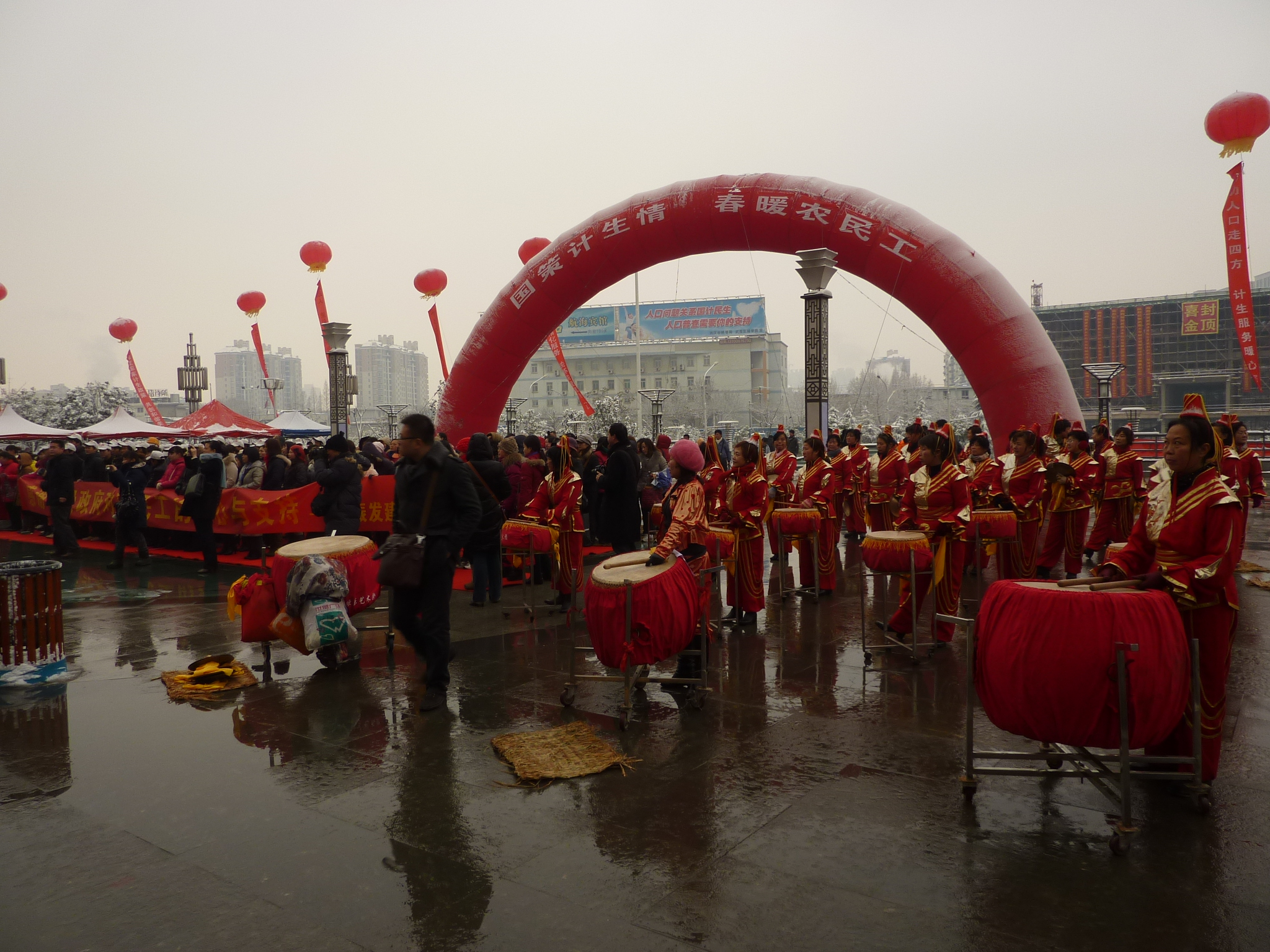
Esdeveniment de promoció de la planificació familiar als afores de l'Estació de ferrocarril de Wuchang, 2011. Es van lliurar pamflets i van distribuir preservatius masculins.

### Creixement demogràfic i reducció de l'índex de fertilitat
Des de la introducció de la política de fill únic en 1972, l'índex de fertilitat a la Xina ha caigut de tres naixements per dona en 1980 (ja una reducció aguda de prop de cinc naixements per dona a principis dels anys 70) a aproximadament 1,8 naixements en 2008. (El terme familiar "naixements per dona" es formalitza generalment com la Taxa global de fecunditat, un terme tècnic en anàlisi demogràfica, que significa el nombre mitjà de fills que naixerien a una dona en el seu curs de vida si ella experimentés els índexs de fertilitat específics a la seva edat).
En total, les autoritats xineses estimen que es van prevenir uns 300 milions de naixements amb la política de fill únic; això va tenir conseqüències positives en el desenvolupament econòmic i social. La reducció en l'índex de fertilitat i el creixement demogràfic han reduït la severitat dels problemes que comporta la superpoblació, tals com epidèmies, assentaments irregulars, serveis socials atestats, tensió en l'ecosistema per sobre-explotació de la terra fèrtil i producció d'alts volums d'escombraries. No obstant això, fins i tot amb la política d'un sol nen, "la Xina encara té un milió més de naixements que morts cada cinc setmanes".
Les estimacions de la fertilitat xinesa actual (el nombre mitjà de nens que una dona té en la vida) varien en una àmplia gamma, de prop d'1,3 a 2,0:
- Alguns demògrafs creuen que és d'1,3 naixements per dona, basada en el cens nacional.[22]
- El nombre oficial és 1,6 (xifra ajustada del cens nacional).
- El 2014 la taxa de natalitat a la Xina (nombre de naixements per cada mil habitants en un any) va ser del 12,40‰ i l'índex de fecunditat (nombre mitjà de fills per dona) d'1,56.[23]

Els estudis de demògrafs xinesos, finançats en part pel fons de l'ONU, van demostrar que combinar la disminució de la pobresa amb polítiques sanitàries i objectius flexibles per a la planificació familiar són més eficaces en la reducció de fertilitat que l'aplicació vigorosa de les objectius molt ambiciosos de reducció de la fertilitat.

### Relaxació de la política de fill únic
Al novembre de 2013, en el Plenari del Comitè Central del Partit Comunista Xinès, es va prendre la decisió de relaxar la política del fill únic. Aquesta decisió va ser presa per l'Assemblea Nacional Popular, el màxim òrgan legislatiu, després d'una setmana de deliberacions i un mes i mitjà després que el partit ho anunciés.
A partir d'aquest moment, algunes parelles podrien tenir un segon fill. Sota la nova política, les parelles podrien tenir dos fills si un dels pares és fill únic. Abans, una parella només podia tenir un segon fill si tots dos pares eren fills únics.

### Fi de la política de fill únic
A l'octubre de 2015 Xina va abandonar definitivament aquesta política, mantenint no obstant això, un límit de dos fills per parella. La implementació de la nova política serà gradual; les parelles que desitgin tenir un segon fill seguiran un procés de sol·licitud simplificat.
L'agència oficial Xinhua va ser la que va donar la notícia després del tancament del Plenari del Comitè Central del Partit Comunista Xinès, una reunió de quatre dies durant la qual els seus 205 membres i 170 suplents van acordar el 13r. Pla Quinquennal. Aquest important document, que va veure la llum l'any 2016, conté les guies mestres de la política econòmica i social que segueix el país entre els anys 2016 i 2020.
En el text, Xinhua declarava que la Xina “abandona la política del fill únic” i “engegarà una altra que permeti a cada parella tenir dos fills com a resposta proactiva a l'envelliment de la seva població”, encara que a cap moment donava detalls de com s'implementarà.
Durant molts mesos es va estar especulant sobre la possibilitat que Pequín abandonés la seva controvertida mesura de planificació familiar, ja que cada vegada més estudis i experts alertaven de la “bomba de rellotgeria” que s'està forjant al país.
En l'actualitat, la Xina compta amb una població superior als 1.300 milions de persones. El principal problema és l'envelliment poblacional juntament amb la disminució de la capacitat laboral. Aquest envelliment fa que cada vegada hi hagi menys gent en edat de treballar i faria créixer més els desequilibris socials, la qual cosa perjudica l'economia del país.
Diversos estudis, entre ells un de les Nacions Unides, estimen que l'any 2050 hi haurà al país prop de 440 milions de persones majors de 60 anys. A més, també s'espera que, des de l'any 2010 i fins a 2030, el nombre de treballadors xinesos descendeixi en 57 milions. Dels set treballadors actius per cada retirat actuals, per 2050 la Xina passaria a tenir tan sols un actiu per retirat. Tots coincideixen a assenyalar que això suposarà una pressió enorme per als recursos de l'Estat, per la qual cosa es necessitaria invertir la tendència al més aviat possible.
No obstant això, hi ha opinions tant optimistes com de negatives. D'una banda, el destacat expert demogràfic i social a la Xina Wang Feng va declarar a France Press que l'erradicació d'aquesta política de natalitat canviaria el comportament de moltes famílies joves. Per una altra, hi ha demògrafs i economistes que diuen que la reforma arriba massa tarda per resoldre l'amenaça de crisi laboral.